# Vittorio Veltroni
Vittorio Veltroni (Tripoli, 26 novembre 1918 – Roma, 26 luglio 1956) è stato un giornalista, conduttore radiofonico e sceneggiatore italiano.

## Biografia
Non seguendo le aspirazioni del padre che voleva avviarlo alla carriera di avvocato, sin da giovane seguì il suo desiderio di avvicinarsi al giornalismo, trovando impiego diciassettenne,  nella sede Eiar di Torino, come annunciatore dei programmi locali. Successivamente, dopo aver seguito i corsi al Centro radiofonico sperimentale diretto da Fulvio Palmieri, iniziò la carriera come cronista sportivo al Tour de France del 1937. Fece parte, con Franco Cremascoli, Mario Ortensi e lo stesso Palmieri, di un gruppo di radiocronisti che seguì i maggiori avvenimenti legati alla vita politica italiana e internazionale del periodo fascista, distinguendosi per alcuni servizi in diretta dagli aeroporti militari e dai sommergibili in perlustrazione nel Mediterraneo. 

### Le radiocronache

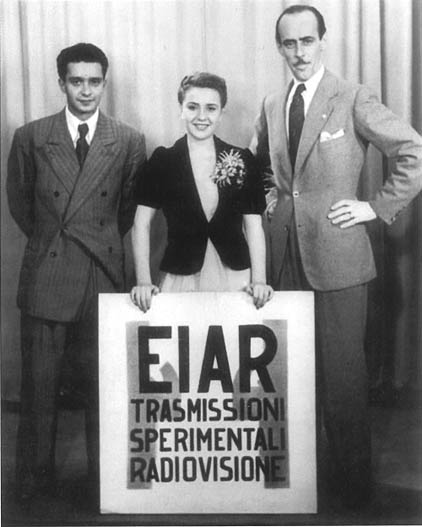
Vittorio Veltroni (sinistra), Lidia Pasqualini (centro) e Nicolò Carosio (destra) nelle prime trasmissioni televisive EIAR (1939)

Organizzò le radiocronache della visita di Adolf Hitler in Italia, dal 3 al 9 maggio 1938 a Roma, Napoli e Firenze, operando con i colleghi Fulvio Palmieri, Franco Cremascoli, Raffaello Guzman, Ettore Giannini, Mario Zanoletti, Luigi Bonelli, Alessandro De Stefani, Raniero Nicolai e Eugenio Cataldo, con la collaborazione dei registi radiofonici Alberto Casella e Ferruccio Cerio. 
Il 28 dicembre 1939 effettuò la radiocronaca, in collaborazione con Mario Ferretti, della visita di Papa Pio XII al Quirinale e dell'incontro con il Re Vittorio Emanuele III.
Durante l'occupazione nazista di Roma, fu partigiano della Brigata monarchica "Savoia".
Nel dopoguerra fu a capo della redazione radiocronache formata da giornalisti che avrebbero fatto la storia della radio italiana.
Il 6 maggio 1949, da Torino, effettuò la radiocronaca dei funerali della squadra di calcio Grande Torino dopo la Tragedia di Superga. Nel 1951 sarà uno dei protagonisti nei collegamenti radio per l'alluvione del Polesine, ideando la Catena della Fraternità per la raccolta di aiuti per le popolazioni dei territori invasi dalla tracimazione delle acque del Po. Sarà lo stesso Veltroni, interrompendo sabato 17 novembre 1951 in diretta le trasmissioni radiofoniche serali, ad annunciare la decisione della Rai di aprire una sottoscrizione nazionale e internazionale per gli aiuti alle popolazioni duramente colpite dal maltempo.
Scoprì Lello Bersani, Mike Bongiorno, Aldo Salvo, Luciano Rispoli e Sergio Zavoli. Insieme a Bersani, in particolare, raccontò nella rubrica Seguendo la crisi l'espulsione dei socialisti e comunisti dai governi nazionali del 1947. Effettuò la radiocronaca dei quattro scrutini necessari per l'elezione del presidente della repubblica (Luigi Einaudi) l'11 maggio 1948. 
Sulla Rete Rossa della Rai (le stazioni radiofoniche del nord), ideò "Arcobaleno", una trasmissione solidale dedita a consigli agli italiani nel dopoguerra, condotta da Arnoldo Foà.
Alternò la propria carriera tra sport (fu lui, tra l'altro, a narrare la vittoria di Bartali al Tour de France del 1948), politica e attualità (La catena della fraternità nel 1951, per l'alluvione del Polesine).

### La rivista
Firmò con Mario Ferretti, di cui ottenne, dopo l'epurazione, il rientro alla radio nel maggio 1949, anche alcune riviste per Renato Rascel e le sorelle Pinuccia, Diana e Lisetta Nava. Microfono d'argento nel 1950 per l'ideazione della rubrica Arcobaleno (1943-1949), della redazione radiocronache del Giornale Radio, e per la sua diretta attività di radiocronista, fu il conduttore, insieme a Pia Moretti, di Voci dal mondo (dal 1949), Raccontate la vostra storia, ideatore con Ferretti della storica Domenica sport (1951) e tra gli animatori della rubrica La giraffa (1952-1953).

### L'Eurovisione
Domenica 6 giugno 1954 commentò la prima trasmissione della neonata Televisione Europa, futura Eurovisione, con le nove nazioni collegate contemporaneamente.
Nel 1954 passò a dirigere (fino al 1956) il neonato Telegiornale e fu membro del comitato generale delle trasmissioni televisive con il direttore generale Filiberto Guala, e con Rodolfo Vicentini, Marcello Bernardi, Giulio Razzi, Sergio Pugliese, Luigi Beretta Anguissola e Antonio Piccone Stella.
Nel dopoguerra impresse uno standard qualitativo al settore delle radiocronache, assicurò la coesione di un gruppo di lavoro rivelatosi straordinario, firmò in prima persona alcune delle dirette più importanti per la vita sociale dell'Italia di quegli anni, contribuì alla formazione di un linguaggio radiofonico moderno.

### Morte
Morì all'età di soli 37 anni a seguito di una forma acuta di leucemia, lasciando la moglie e due figli, uno dei quali, Walter, è stato Segretario del Partito Democratico (2007-2009) e dei Democratici di Sinistra (1998-2001), Sindaco di Roma (2001-2008), Ministro per i beni culturali e ambientali (1996-1998) e Deputato. Era sposato con Ivanka Kotnik, figlia dello sloveno Ciril Kotnik, ex ambasciatore del Regno di Jugoslavia presso la Santa Sede. Massone, fu membro del Grande Oriente d'Italia.

## Programmi radiofonici Eiar
- Una giornata a bordo di una nave da guerra, documentario registrato su un incrociatore, di Vittorio Veltroni e Nando Vitali, trasmesso il 20 settembre 1939
- Sommergibili in agguato, documentario registrato dall'EIAR, a bordo del R. Sommergibile "Zaffiro", impressioni di Franco Cremascoli e Vittorio Veltroni, venerdì 24 novembre 1939, primo programma, ore 21,10. « In trenta minuti di trasmissione gli ascoltatori avranno modo di penetrare all'interno del sommergibile, assistere ai momenti delle manovre e dell'attacco, di capire l'animo di questi uomini che in silenzio e in pura fede vigilano sul mare...» da il Radiocorriere nº 47/1939.
- Bombardamento veloce, Allestimento degli aeroplani per un'azione bellica : Seguendo il volo e ritorno alla base, documentario Eiar realizzato presso un aeroporto militare da Franco Creamascoli e V. Veltroni trasmesso il 13 gennaio 1940
- Ali da caccia nei cieli, documentario registrato dall'Eiar su aeroporti militari : Allarme nei cieli, alla ricerca dei bombardieri, realizzato da Franco Cremascoli e Vittorio Veltroni, trasmesso il 16 febbraio 1940
- Pellegrinaggio ad Assisi, documentario registrato nella città del Santo con la collaborazione della Cappella Musicale della Basilica, a cura di Pia Moretti e Vittorio Veltroni, trasmesso il 24 marzo 1940
- La leggenda di Giulietta, impressioni di Vittorio Veltroni registrate a Verona, documentario trasmesso il 10 aprile 1940
- La fucina degli aviatori, documentario di Vittorio Veltroni dall'Accademia Aeronautica di Caserta, trasmesso il 21 aprile 1940
- La mille miglia 1940, cronaca delle fasi finali effettuata da Raffaello Guzman e V. Veltroni, trasmessa il 28 aprile 1940
- Alla centrale assistenza volo, documentario di Vittorio Veltroni e Raffaello Guzman, trasmesso il 30 aprile 1940
- Gran Premio di Tripoli,  dal circuito automobilistico di Mellaha, radiocronaca diretta dell'abbinamento biglietti della Lotteria e le fasi finali della corsa, radiocronaca di V. Veltroni e Raffaello Guzman,  trasmessa il 12 maggio 1940
- Con i pescatori del corallo a Torre del Greco, impressioni di V. Veltroni, trasmesso il 24 giugno 1940
- Pellegrinaggio ad Assisi, documentario registrato nella città del santo da Pia Moretti e V.Veltroni, trasmesso il 2 agosto 1940
- Piedigrotta di guerra, dal Maschio Angioino rassegna di canzoni napoletane, con la partecipazione di Gennaro Pasquariello, Nino Taranto, radiocronaca di V.Veltroni, trasmessa il 7 settembre 1942
- Pronto? Parla Aosta!, radiocronaca variata di Franco Cremascoli e Vittorio Veltroni, trasmessa il 17 marzo, 1943, nel programma "A".
- Pronto? Parla Livorno!, radiocronaca variata di Franco Cremascoli e V. Veltroni, trasmessa il 10 maggio 1943
- Ritorno alla vita, documentario con impressioni dal vero di V. Veltroni, da un centro rieducazione mutilati, trasmesso il 30 maggio 1943

## Programmi e cronache radiofoniche Rai
- Elezione Presidente Repubblica Luigi Einaudi, radiocronaca di V. Veltroni con Lello Bersani, Luca Di Schiena, Alberto Giubilo e Nando Martellini, 11 maggio 1948
- Giro di Francia 1950, commenti e divagazioni di Vittorio Veltroni, Mario Ferretti e Odoardo Spadaro, Rai luglio 1950
- La catena della fraternità, trasmissione speciale per l'Alluvione del Polesine, dal 17 novembre 1951

## Programmi televisivi
- Festa dei narcisi, da Montreux, telecronaca di Vittorio Veltroni per RAI, domenica 6 giugno 1954, per il primo collegamento diretto della Televisione Europa. "Con questa trasmissione si apre la stagione del primo collegamento tra le nove televisioni europee" da il Radiocorriere nº 23, del 1954.

## Sceneggiature cinematografiche
- Amor non ho... però... però, regia di Giorgio Bianchi (1951)
- Martin Toccaferro, regia di Leonardo De Mitri (1952)
- Ho scelto l'amore, regia di Mario Zampi (1953)
- Piovuto dal cielo, regia di Leonardo De Mitri (1953)
- L'amore in città, regia di Carlo Lizzani (1953)
- Viva il cinema!, regia di Enzo Trapani (1954)